# Etschkreis

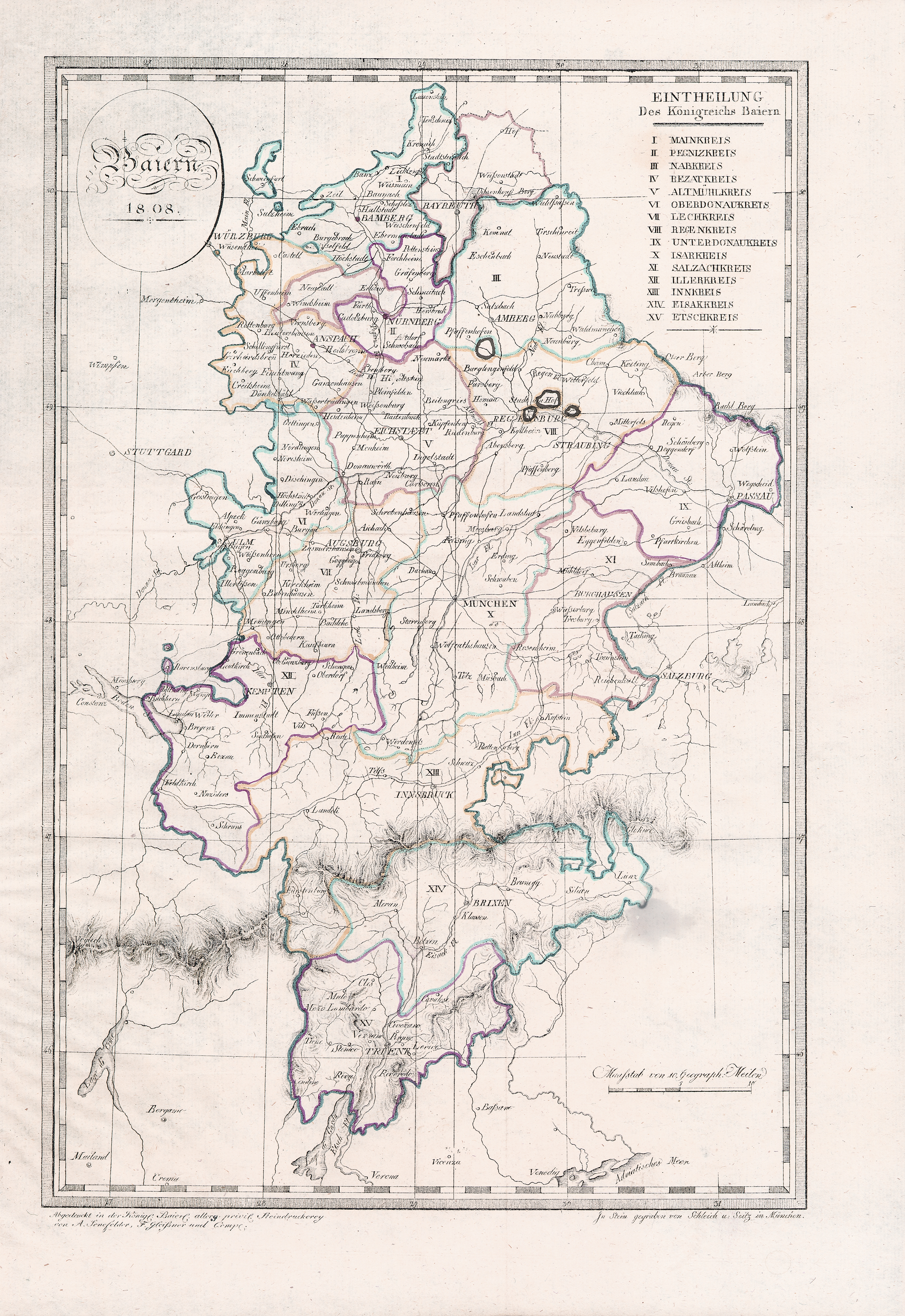
Bayerns Einteilung in Kreise im Jahr 1808

Der Etschkreis mit der Hauptstadt Trient war einer der 15 Kreise des Königreichs Bayern, die 1808 im Zuge der Verwaltungsreformen des bayerischen Ministers Graf von Montgelas geschaffen wurden. Er umfasste den nördlichen Teil des heutigen Trentino. Hauptstadt des Etschkreises war Trient.

## Geschichte
Im Jahr 1808 kam es zu einer grundlegenden Neuordnung der Verwaltung Bayerns, die von Maximilian von Montgelas initiiert wurden. Montgelas war damals der leitende Minister des zwei Jahre zuvor gegründeten Königreichs Bayern. Im Rahmen dieser Reform wurde auch die mittlere Verwaltungsebene komplett umgestaltet, wobei die historisch gewachsenen Territorialeinheiten aufgelöst und stattdessen fünfzehn administrative Kreise geschaffen wurden, wozu auch der Etschkreis gehörte.
Der Etschkreis umfasste zunächst 14 Landgerichte, nämlich die südlichen italienischen Sprachgebiete Tirols (Welschtirol). Die Missachtung der alten Tiroler Wehrverfassung (Landlibell Kaiser Maximilians I. von 1511) und die Wiedereinführung der josephinischen Kirchenreform durch den bayerischen Minister Montgelas sorgte für Unmut hauptsächlich im deutschsprachigen Teil Tirols. Anfang 1809 wurden die Städte Trient und Rovereto direkt dem Generalkreiskommissariat unterstellt. Die Zwangsaushebung von Rekruten für die Bayerische Armee führte schließlich zum Tiroler Volksaufstand, der am 9. April 1809 in Innsbruck begann. Obwohl die Tiroler unter Andreas Hofer anfangs große Erfolge erzielten, endete der Aufstand am 1. November 1809 mit der Niederlage der Tiroler am Bergisel. Der Etschkreis wurde in der Folge 1810 von Bayern an das Königreich Italien abgetreten.
Als Mittelgericht für den Etschkreis war das Appellationsgericht Trient eingerichtet.

## Untere Verwaltungsbezirke

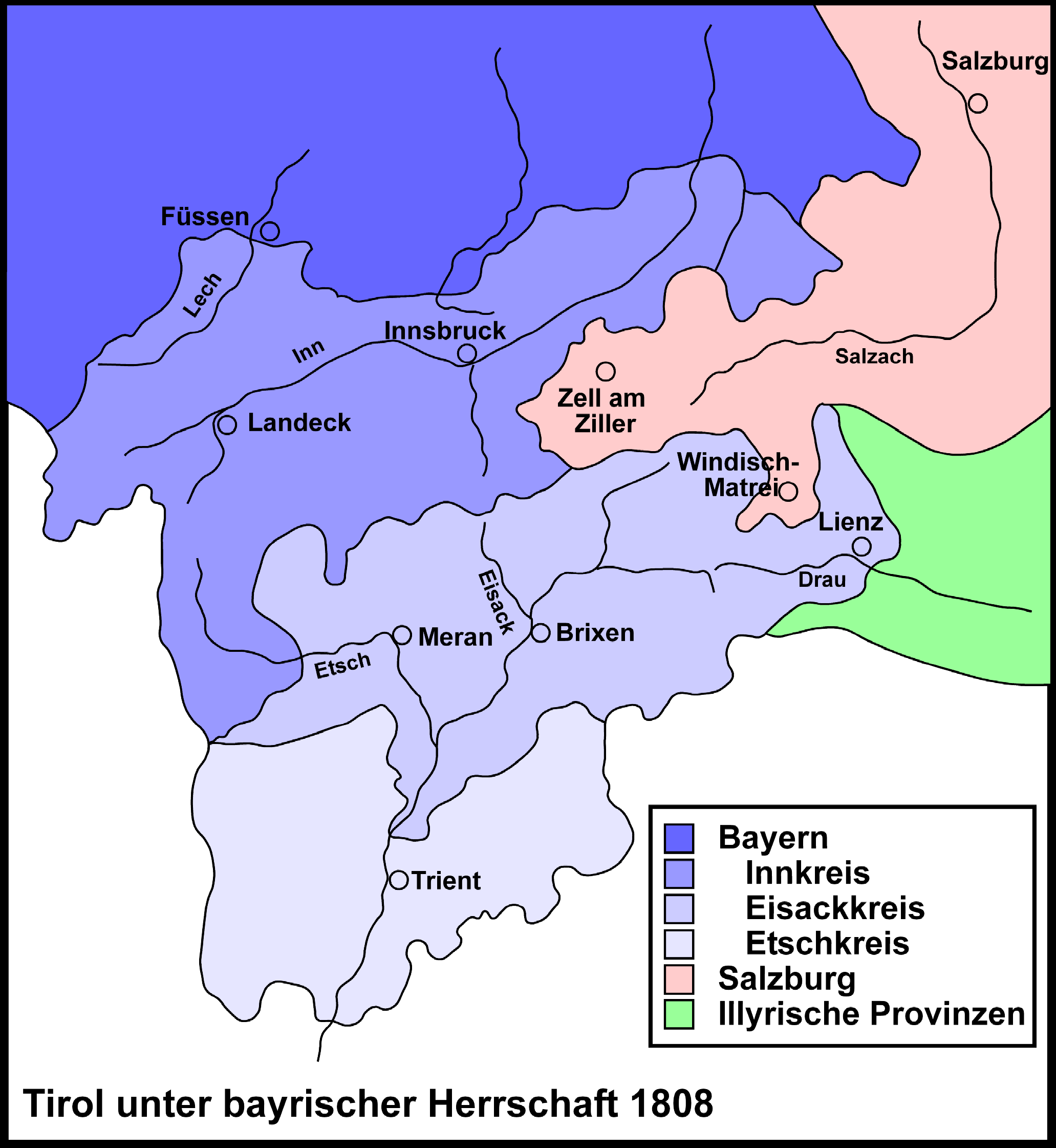
Der neugebildete Etschkreis 1808

- Cavalese
- Civezzano
- Cles
- Condino
- Levico
- Malè
- Mezzolombardo (Welschmetz)
- Pergine
- Riva
- Rovereto, Stadt
- Rovereto
- Stenico
- Tione
- Trient, Stadt
- Trient
- Vezzano